# Jacqueline Lochmüller

Jacqueline Lochmüller

Jacqueline Lochmüller, auch Jacqueline Greven,  Shannon Crowley (Pseudonyme) (* 27. Mai 1965 in Bayreuth) ist eine deutsche Schriftstellerin.

## Leben
Lochmüller wurde 1965 in Oberfranken geboren. Nach dem Gymnasium absolvierte sie eine Lehre als Bürokauffrau und lebte etliche Jahre in Hof, ehe sie nach Bayreuth zurückkehrte. Lochmüller schreibt Krimis und Thriller sowie Heftromane und Taschenhefte, zum Teil unter Pseudonym, ebenso Kurzgeschichten. Auch erotische Bücher veröffentlichte sie unter Pseudonym.

## Werke
- Jacqueline Lochmüller: Fränkische Verführung, emons Verlag, Köln 2014, ISBN 978-3-95451-360-4.
- Jacqueline Lochmüller: Fränkische Vergeltung, emons Verlag, Köln 2016, ISBN 978-3-95451-811-1.
- Jacqueline Lochmüller: Tod im Fichtelgebirge, emons Verlag, Köln 2019, ISBN 978-3-7408-0656-9.
- Jacqueline Lochmüller: Zappeduschder, emons Verlag, Köln 2020, ISBN 978-3-7408-0965-2.
- Shannon Crowley: Thriller Hillmoor Cross, edition oberkassel Verlag, Düsseldorf 2016, ISBN 978-3-95813-041-8.
- Shannon Crowley: Blackwood Castle, edition oberkassel Verlag, Düsseldorf 2018, ISBN 978-3-95813-130-9.
- Shannon Crowley: Wild Pub Galway, edition oberkassel Verlag, Düsseldorf 2020, ISBN 978-3-95813-215-3.
- Jacqueline Greven: Plantage der Lust, Plaisir d’Amour Verlag, Lindenfels 2012, ISBN 978-3-938281-87-1.
- Jacqueline Greven: Haremssklavin, Plaisir d’Amour Verlag, Lindenfels 2013, ISBN 978-3-86495-070-4.
- Jacqueline Greven: Die Sklavin des Römers, Plaisir d’Amour Verlag, Lindenfels 2014, ISBN 978-3-86495-125-1.
- Jacqueline Greven: Hot Indian Summer, Plaisir d’Amour Verlag, Lindenfels 2015, ISBN 978-3-86495-177-0.
- Jacqueline Greven: Das It-Girl und der Waldschrat, Plaisir d’Amour Verlag, Lindenfels 2016, ISBN 978-3-86495-233-3.
- Jacqueline Greven: Die Beute des Wikingers, Plaisir d’Amour Verlag, Lindenfels 2017, ISBN 978-3-86495-298-2.